# Arenaria hispanica
Arenaria hispanica es una especie de planta fanerógama perteneciente a la familia Cariofilácea, nativa de España. Es una especie muy próxima a Arenaria leptoclados, lo que las hace difícil de separar.

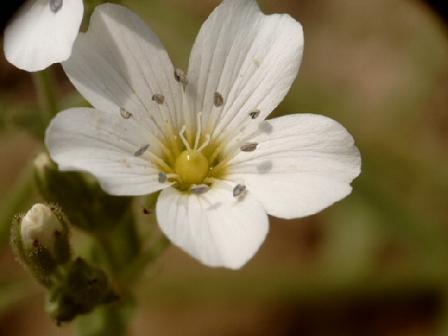
Detalle de la flor

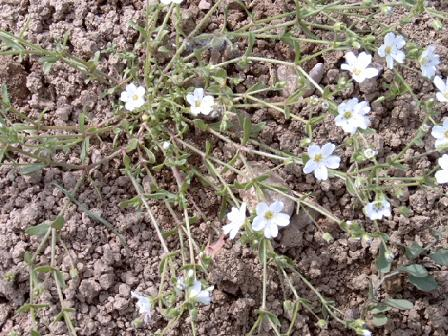
Vista de la planta en su hábitat

## Descripción
Es una hierba anual, ramosa desde la base, que alcanza un tamaño de hasta 25(30) cm de altura. Tallos robustos, con indumento de pelos glandulosos articulados, patentes, entremezclados con pelos glandulosos muy cortos. Hojas 4 x 1-6(11) mm; las inferiores, espatuladas, atenuadas en pecíolo ancho, el resto, de oblanceoladas a ovadolanceoladas o lanceoladas, sésiles, planas, uninervias, ciliadas en la base. Inflorescencia cimosa; pedicelos fructíferos de hasta 20(25) mm. Cáliz 3,5-5(6) mm,  con pelos glandulares; sépalos de ovado-elípticos a lanceolados, obtusos, con (5)7-9 nervios manifiestos, a menudo de color púrpura en el ápice. Pétalos 5-9(10) mm, enteros o emarginados, blancos, mayores que los sépalos. Antenas 0,7-1,2 mm. Cápsula 5-6,5 mm, ovoideo-elipsoidal, submembranácea. Semillas (0,6)0,7-0,9 mm, globosas, negras, con testa lisa y brillante o muy finamente papilosa.

## Distribución y hábitat
Típica en prados terofíticos. De distribución extendida. Se encuentra en campos de cultivo, cunetas, olivares, playas y medios alterados en general, preferentemente sobre suelos arcilloso-calizos; a una altitud de 0-800 metros en la península ibérica, (Andalucía) y Norte de África. 

## Taxonomía
Arenaria aggregata fue descrita por Kurt Sprengel   y publicado en Syst. Veg. 2: 396 1825.
Citología
Número de cromosomas de Arenaria hispanica (Fam. Caryophyllaceae) y táxones infraespecíficos: n=9
Etimología
Arenaria: nombre genérico que deriva del término latino arenarius  = "de arena, arenoso". Adjetivo sustantivado: la planta a la que J.Bauhin dio este nombre en 1631 vive en terreno arenoso.
hispanica: epíteto geográfico que alude a su localización en Hispania.
Sinonimia
- Arenaria arenarioides (Crantz) Maire, nom. illeg.
- Arenaria baetica Pau, nom. illeg.
- Arenaria cerastioides sensu Chater in Tutin & al.
- Arenaria fallax Batt.
- Arenaria spathulata sensu Willk. in Willk. & Lange
- Cerastium arenarioides Crantz
- Stellaria arenaria L.[5][6][1]